# Gesneria pedicellaris
Gesneria pedicellaris là một loài thực vật có hoa trong họ Tai voi. Loài này được Alain mô tả khoa học đầu tiên năm 1971.